# Eguíllor (Atez)
Eguíllor es una entidad de población española del municipio de Atez, perteneciente a la Comunidad Foral de Navarra.

## Historia
Hacia mediados del siglo XIX, el lugar, un caserío por entonces perteneciente al municipio de Ciganda, tenía contabilizada una población de 18 habitantes. Aparece descrito en el séptimo volumen del Diccionario geográfico-estadístico-histórico de España y sus posesiones de Ultramar de Pascual Madoz con las siguientes palabras:

EGUILLOR: cas. del valle de Atez, prov. de Navarra, part. jud. de Pamplona, térm. jurisd. de Ciganda. sit. en una altura que combaten con frecuencia los vientos N. y NE.; su clima frio y húmedo, pero sano: tiene igl. (San Esteban), agregada á la de Ciganda, cuyo párroco dice misa los dios festivos: hay una fuente de buenas aguas. El terreno es algo esteril. prod.: trigo y maiz para el consumo de sus habitantes, y cria ganado lanar y vacuno, para cuyo alimento hay pastos muy finos. pobl.: 2 familias que reunen 18 alm.
(Madoz, 1847, p. 448)

En la actualidad, pertenece al municipio de Atez. En 2023, la entidad singular de población, encuadrada dentro del concejo de Erice, tenía empadronados 14 habitantes.